# Al-Afdhal Nur ad-Din Ali
Pour les articles homonymes, voir Afdhal.
Abû al-Hasan Nûr ad-Dîn al-Malik al-'Afdhal `Alî ben Salâh ad-Dîn Yûsuf (v. 1169 - 1225) ou Al-Afdhal Nûr ad-Dîn `Alî est le fils aîné de An-Nâsir Salah ad-Dîn Yûsuf (Saladin). Il a été sultan de Damas et sultan suprême de l’empire ayyoubide de 1193 à 1196.

## Biographie
Vers 1186, son père réorganise les gouvernements des provinces de son empire et nomme son fils aîné Al-Afdhal comme gouverneur de Damas. Comme l’enfant n’a alors que dix-sept ans, il est probable que cette nomination soit une ébauche de règlement de succession et que des conseillers soient nommés pour épauler le jeune prince. En même temps, ses frères Al-Aziz et Malik ed-Zahir étaient nommés pour diriger respectivement l’Égypte et Alep.
Saladin meurt pendant la nuit du 3 au 4 mars 1193 et le partage s’effectue conformément à ses volontés de 1186. Il avait précisé qu’Al-Afdhal disposera de l’autorité souveraine sur le reste de l’empire ayyoubide. Mais des émirs soumis par Saladin se révoltent et reprennent leur indépendance, comme les Zengides de Mossoul et de Sinjar, ainsi que les Ortoqides de la Djézirat. Al-Afdhal, jeune homme déséquilibré, renvoie les ministres de son père, nomme à leur place un piètre administrateur, le vizir Al-Ziyâ ibn Al-Athir, et s’adonne aux plaisirs. Les ministres disgraciés se réfugient en Égypte où ils incitent Al-Aziz à lutter contre son frère. À la fin du mois de mai 1194, Malik Al-Aziz met le siège devant Damas et Al-Afdhal, déconsidéré et ne pouvant compter sur ses sujets, fait appel à son oncle Al-Adel. Se déclarant protecteur d’Al-Afdhal, il rencontre Al-Aziz et le persuade de se réconcilier avec son frère et de rentrer en Égypte. En 1195, Al-Aziz tente de nouveau d’attaquer son frère, mais Al-Adel réussit à persuader une partie de ses émirs a déserter l’armée. Al-Afdal tente alors de le poursuivre et de le défaire en Égypte, mais Al-Adel, ne voulant pas voir un de ses neveux devenir trop puissant, l’en dissuade. Al-Adel s’installe en Égypte auprès d’Al-Aziz, tandis qu’Al-Afdhal se rend de plus en plus impopulaire auprès de ses sujets. Al-Adel et Al-Aziz montent alors une attaque contre Al-Afdhal en juin 1196, assiègent et s’empare de Damas le 3 juillet 1196. Al-Afdhal est exilé dans un petit fief à Sarkhad, tandis qu’Al-Adel monte sur le trône de Damas. Al-Aziz reçoit le titre de sultan suprême de l’empire ayyoubide, mais le véritable maître est en fait Al-Adel.
Malik Al-`Aziz, meurt le 29 novembre 1198 des suites d’une chute de cheval au cours d’une chasse au loup dans le voisinage des Pyramides et son fis Al-Mansûr Nâsir ad-Dîn lui succède. Comme il n'a que neuf ans au moment de cette succession, la régence est assurée par l'atabek Baha Al-Din Karakouch. Mais la cour égyptienne craint les ambitions d’Al-Adel et fait appel à Al-Afdhal, qui se rend en Égypte où il arrive en janvier 1199 et y évince l'atabek pour prendre sa place.
Il tente de profiter de l’éloignement d’Al-Adel, qui se trouvait à Mardin, pour tenter d’assiéger Damas, mais Al-Adel le devance et arrive à Damas le 8 juin 1199. Al-Afdhal, aidé par son frère El-Malik ed-Zahir Ghazi, émir d’Alep, se présente avec son armée devant Damas le 14 juin 1199. Les deux frères temporisent, Al-Adel réussit à circonvenir une partie de leurs émirs, puis à semer la mésentente entre les deux frères qui abandonnent le siège au bout de six mois.
De retour en Égypte, Al-Afdhal disperse imprudemment son armée. Al-Adil se rend peu après en Égypte, défait les maigres forces de Bilbéis et reçoit au Caire la soumission du sultan le 5 février 1200. Al-Afdhal renonce alors au gouvernement de l’Égypte, et quitte le pays pour rejoindre son fief de Hauran et Malik al-Mansour est déposé et fait gouverneur d’Édesse, mais le jeune prince préfère se réfugier à Alep.
Selon le chroniqueur Abu-Fedal, il meurt en 1225 à Samosate.

## Al-Afdhal et le médecin juif Moïse Maïmonide
Al-Afdhal est d’un caractère faible et maladif. Ce caractère maladif est à l'origine de sa rencontre avec le grand médecin juif originaire d'Al-Andalus Moïse Maïmonide. Celui-ci arrive en Égypte vers 1166, il s'installe à Fostat. Il doit exercer la profession de médecin pour assurer sa survie après la mort de son oncle qui l'entretenait jusque-là. Il devient connu et, en 1185, il est choisi comme médecin de la cour du vizir de Saladin, Al-Fadil `Abd ar-Rahim al-Bisani al-Asqalani. Lorsque Saladin meurt malgré ses soins, il devient le médecin attitré d'Al-Afdhal pour lequel il écrit deux ouvrages :
- 1198, Guide de la santé : Traité d'hygiène.
- 1200, Explications sur les coïncidences : où Maïmonide explique l'origine psychosomatique de certaines maladies et en particulier la tendance dépressive d'Al-Afdhal.

### Sources
- René Grousset, Histoire des croisades et du royaume franc de Jérusalem, Paris, Perrin, 1936 (réimpr. 1999)
  - II. 1131-1187 L'équilibre, 1935  (ISBN 978-2-262-02568-7)
  - III. 1188-1291 L'anarchie franque, 1936  (ISBN 978-2-262-02569-4)
- Amin Maalouf, Les Croisades vues par les Arabes, J’ai lu, 1983 (ISBN 978-2-290-11916-7)